# Intelligence
Intelligence es una serie de televisión estadounidense, del género de acción-aventura y cibernética, protagonizada por Josh Holloway, Marg Helgenberger y Meghan Ory. Fue estrenada en CBS el jueves 7 de enero de 2014 a las 9:00 PM (hora del este) / 8:00 PM (hora del centro), y desde el segundo capítulo es emitida en su horario regular, lunes 10:00 PM (hora del este).
Su estreno iba a ser el lunes 13 de enero, siendo trasmitida los lunes a las 10:00 PM (hora del este) / 9:00 PM (hora del centro), horario por el cual finalmente se optó, sin embargo su estreno original iba a realizarse el 24 de febrero.
La serie fue creada por Michael Seitzman, quien se desempeña como productor ejecutivo junto con Tripp Vinson, y Barry Schindel, para ABC Studios y CBS Television Studios.
La historia estaba inicialmente basada en la novela Phoenix Island (Isla Fénix), la cual fue publicada el 21 de enero de 2014 por la editorial Simon & Schuster, esta está escrita por John Dixon, quien es acreditado como fuente del material aunque el guionista Michael Seitzman, concedió la separación de los derechos, lo cual le permite el título de Creado Por, ya que el guion de la serie había cambiado demasiado del concepto original extraído del libro.
La primera temporada finalizó el 31 de marzo de 2014.
El 10 de mayo, CBS canceló la serie después de la primera temporada.

## Argumento
Gabriel Vaughn (Josh Holloway) es un operador de inteligencia de alta tecnología mejorado con un microchip de un super ordenador en su cerebro. Con este implante, Gabriel es el primer humano conectado directamente la red de información global por lo que puede ingresar en cualquier centro de datos e ingresar a la inteligencia, la cual es fundamental en la lucha para proteger a Estados Unidos de sus enemigos. Vaughn está bajo el ala de Lillian Strand (Marg Helgenberger), quien es la directora de la agencia de seguridad cibernética del gobierno de élite que lo apoya y supervisa las misiones de la unidad. Strand asigna a Riley Neal (Meghan Ory), una agente del servicio secreto, para proteger a Gabriel de las amenazas externas, así como de su apetito por el comportamiento impredecible e imprudente, y el desprecio por el protocolo. 
Mientras tanto, Gabriel se aprovecha de su chip para buscar a su esposa que desapareció hace años después de haber sido enviada por la CIA para infiltrarse y evitar que el Lashkar-e-Taiban llevara a cabo un ataque terrorista en Mumbai, India.

## Reparto

### Principal
- Josh Holloway como Gabriel Vaughn.
- Marg Helgenberger como Lillian Strand.
- Meghan Ory como Agente del Servicio Secreto, Riley Neal.
- Michael Rady como Chris Jameson.
- John Billingsley como Shenendoah Cassidy.
- P. J. Byrne como Nelson Cassidy.

### Recurrente
- Tomas Arana como Adam Weatherly.
- Lance Reddick como DCI Jeffrey Tetazoo.
- Peter Coyote como Leland Strand.
- Zuleikha Robinson como Amelia Hayes, exesposa de Gabriel.

## Capítulos y audiencias
| Temporada   | Día de emisión (ET) | Episodios | Estreno            | Estreno                                  | Final               | Final                                  | Ranking                       | Espectadores en promedio |
| Temporada   | Día de emisión (ET) | Episodios | Emisión            | Espectadores en el estreno (en millones) | Emisión             | Espectadores en la final (en millones) | Ranking                       | Espectadores en promedio |
| ----------- | ------------------- | --------- | ------------------ | ---------------------------------------- | ------------------- | -------------------------------------- | ----------------------------- | ------------------------ |
| Temporada 1 | Lunes, 10:00 PM     | 13        | 7 de enero de 2014 | 16.49                                    | 31 de marzo de 2014 | 5.55                                   | #20 (en los programas de CBS) | 6.85                     |

## Emisiones en otras cadenas
La serie también se emite por otras cadenas en el mundo.
| País          | Cadena(s) de TV | Estreno              | Final              |
| ------------- | --------------- | -------------------- | ------------------ |
| Latinoamérica | AXN             | 4 de febrero de 2014 | 13 de mayo de 2014 |

## Recepción
| David Hinckley de The New York Daily News le dio al programa 3 de 5 estrellas. · Calificación: David Hinckley (The New York Daily News) "A new CBS drama goes a little -- fine, a lot -- overboard on the merging of humans and high tech." · Calificación: Suspenso Tim Goodman de The Hollywood Reporter dijo que el programa iba «sobrecargado en la fusión de humanos y robots.» Tim Goodman (The Hollywood Reporter) "The bad news is that anyone hoping that Intelligence will be Sawyer, P.I. is going to walk away from the premiere disappointed.[...]There’s a lot of potential in Intelligence..." · Calificación: Darren Franich de Entertainment Weekly dijo que «a los que esperaban que el programa fuese "Sawyer, P.I." seria decepcionante», pero tiene potencial. Darren Franich (Entertainment Weekly) | «Con todo su diálogo sobre tecnología, nada en ella reinventa la rueda, pero la acción es nítida y los diálogos son frescos.» · Calificación: Bryan Lowry (Variety) "Intelligence may not be the most exciting show the new year will bring, but it is the kind of weekly adventure/mystery CBS does well- one that tells you what it is up front and is smart enough to deliver on most of what it promises." «'Inteligence' quizás no sea la serie más emocionante que nos traerá el año nuevo, pero es el tipo de aventura-misterio semanal que la CBS sabe hacer, que te dice lo que es al principio y es lo suficientemente inteligente como para cumplir la mayoría de lo que promete.» · Calificación: Robert Bianco (USA Today) "On the whole, “Intelligence” trafficks in the usual request to suspend your disbelief and then some, but it’s also mildly intriguing." · Calificación: C+ «'Inteligence' trafica con la habitual solicitud de suspender tu incredulidad y con algo más, pero también resulta sólo medianamente interesante.» Hank Stuever (The Washington Post) · |